# Cratere Apollonius
Apollonius è un cratere lunare di 50,66 km situato nella parte nord-orientale della faccia visibile della Luna.
Il cratere è dedicato al matematico greco Apollonio di Perga.

## Crateri correlati
Alcuni crateri minori situati in prossimità di Apollonius sono convenzionalmente identificati, sulle mappe lunari, attraverso una lettera associata al nome.
| Apollonius | Coordinate           | Diametro (in km) |
| ---------- | -------------------- | ---------------- |
| A          | 4°49′12″N 56°51′00″E | 24,55            |
| B          | 5°52′12″N 57°36′00″E | 31,17            |
| E          | 4°20′24″N 61°51′36″E | 16,55            |
| F          | 5°36′00″N 59°56′24″E | 14,72            |
| H          | 3°25′48″N 59°30′36″E | 19,04            |
| J          | 4°37′48″N 57°28′48″E | 11,7             |
| L          | 6°28′12″N 54°34′12″E | 10,12            |
| M          | 4°43′48″N 61°46′12″E | 9,54             |
| N          | 4°45′00″N 63°46′12″E | 10,79            |
| S          | 1°15′36″N 62°34′48″E | 16,22            |
| U          | 4°53′24″N 59°52′12″E | 8,44             |
| V          | 4°23′24″N 58°13′12″E | 14,97            |
| X          | 6°54′00″N 58°10′48″E | 28,97            |
| Y          | 4°52′48″N 62°36′00″E | 8,71             |